# Ljubov' Paninych
Ljubov' Vladimirovna Paninych (in russo Любовь Владимировна Паниных?; 3 aprile 1941) è un'ex fondista russa ipovedente, vincitrice di quattro medaglie d'oro, una d'argento e due di bronzo alle Paralimpiadi invernali del 1992, del 1994 e del 1998.

## Carriera
Paninych ha vinto la medaglia d'oro ai Giochi paralimpici invernali di Tignes Albertville del 1992, nella gara di 10 km lunga distanza B1, davanti a Nazarenko e a Pavla Valníčková
Due anni più tardi, a Lillehammer 1994, Paninych ha vinto l'oro nella gara di 15 km tecnica classica B1 (davanti a Irina Selivanova e Anne-Mette Bredahl-Christensen), in quella di 5 km tecnica libera B1 (al 2º posto Irina Selivanova e al 3° Michele Drolet) e 5 km tecnica classica B1 (superando Selivanova e Bredahl-Christensen). La medaglia d'argento vinta da Paninych è stata nella gara di 7,5 km B1-3, dietro all'atleta danese Anne-Mette Bredahl-Christensen e davanti a quella tedesca Martina Willing.
Il bronzo invece è arrivato alle Paralimpiadi di Lillehammer 1994 nella stafetta aperta 3x2.5 km (in squadra anche Alevtina Elessina e Nadejda Tchirkova) e a quella di Nagano 1998 nei 5 km tecnica classica B1 (dietro a Elisabeth Maxwald e Verena Bentele).
Paninych ha inoltre partecipato alle Paralimpiadi di Salt Lake City del 2002, arrivando al 8º posto nei 10 km tecnica libera B1-2, al 6º posto nei 5 km tecnica classica B1 e all'11º posto nella gara di 15 km tecnica libera ipovedenti.

## Palmarès

### Paralimpiadi
- 7 medaglie:
  - 4 ori (10 km lunga distanza B1 a Tignes 1992; 15 km tecnica classica B1, 5 km tecnica libera B1 e 5 km tecnica classica B1 a Lillehammer 1994)
  - 1 argento (7,5 km B1-3 a Lillehammer 1994)
  - 2 bronzi (3x2 km stafetta aperta a Lillehammer 1994; 5 km tecnica classica B1 a Nagano 1998)